# HART (protocol)
HART (Engels: Highway Addressable Remote Transducer) is een protocol waarmee slimme veldinstrumentatie in de procestechniek aangestuurd kan worden. Het protocol maakt gebruik van een digitaal signaal dat op het conventionele 4-20 mA signaal gemoduleerd wordt en waarmee in twee richtingen gecommuniceerd kan worden. Hierdoor blijft het mogelijk HART-instrumentatie te gebruiken met oudere apparatuur; nieuwe apparatuur kan echter gebruikmaken van de nieuwe functionaliteit.

## Eigenschappen
- Modulatie: 300 bit/s FSK-modulatie volgens Bell-212
- Dual master protocol, waardoor bijvoorbeeld een los configuratieapparaat naast het procesbesturingssysteem aangesloten kan worden.
- Primaire meetwaarde kan zowel analoog als 4-20 mA-signaal en als digitaal verstuurd worden.
- Continu doorgeven van tweede, derde en vierde meetwaarde als digitaal signaal. Een coriolis-massadebietmeter kan hiermee bijvoorbeeld naast het massadebiet ook het volumedebiet, de dichtheid en de temperatuur van het medium doorgeven.
- Automatisch doorgeven van het meetbereik van het analoge signaal
- Automatisch doorgeven van de status van het instrument.
- Configuratie op afstand van het instrument
- Diagnose op afstand